# Eclipsă

Eclipsa solară din 1999, fotografiată din Franța.

O eclipsă (din greaca veche εκλειψης ékleipsis: dispariție, abandon) este un eveniment astronomic care are loc atunci când un corp ceresc trece prin fața altuia.
Termenul este folosit cel mai des pentru a descrie fie o eclipsă de Soare, când umbra Lunii se proiectează pe suprafața Pământului, fie o eclipsă de Lună, când Luna intră în conul de umbră al Pământului. Termenul este folosit și pentru evenimente de același fel din afara sistemului Soare-Pământ-Lună; de exemplu, o planetă trecând prin umbra făcută de una din sateliții proprii, un satelit trecând prin umbra făcută de planeta sa sau un satelit trecând prin umbra altui satelit. Denumirea de „eclipsă solară” este totuși nefericit aleasă; fenomenul este de fapt acela de ocultație.
Întâmplarea face ca Pământul să se afle la o astfel de distanță de Lună și de Soare încât diametrele aparente ale celor doi aștri să fie aproximativ egale. Ca urmare, în timpul unei eclipse solare, Luna acoperă Soarele aproape perfect. Nu același lucru se petrecea acum 100 de milioane de ani, când Luna era mai aproape de Pământ; în viitorul îndepărtat se prevede că toate eclipsele solare vor deveni inelare, adică Luna va acoperi doar partea centrală a Soarelui.